# Conni Marie Brazelton
Conni Marie Brazelton (* 28. Juni 1955 in Waukegan) ist eine US-amerikanische Schauspielerin.

## Leben
Conni Marie Brazelton wuchs in Waukegan im US-amerikanischen Bundesstaat Illinois, nördlich von Chicago, auf. Sie machte an der örtlichen High School ihren Schulabschluss und besuchte anschließend die Southern Illinois University, wo sie Drama studierte.
Nach ihrem Studienabschluss zog sie zunächst nach New York City, bevor sie ihren Lebensmittelpunkt nach Los Angeles verlegte. Hier lebte sie zeitweise im Haus von CCH Pounder. Brazelton besitzt mit CCH Pounder eine Schmuckfirma, für die sie selbst Schmuck entwirft.
Brazelton spielte viele Nebenrollen in Filmen und Serien, bevor sie für Emergency Room – Die Notaufnahme engagiert wurde. In dieser Serie spielte sie in den ersten 10 Staffeln von 1994 bis 2003 die Krankenschwester Connie Oligario.
Brazelton ist seit 1991 verheiratet. Sie und ihr Mann haben einen Sohn.

## Filmografie (Auswahl)
- 1984: Der Ninja-Meister (1 Episode)
- 1986: Die Spezialisten unterwegs (1 Episode)
- 1986: Polizeirevier Hill Street (1 Episode)
- 1986: Cagney & Lacey (1 Episode)
- 1987: Agentin mit Herz (1 Episode)
- 1987: Nuts… Durchgedreht
- 1988: Kampf gegen die Mafia (1 Episode)
- 1991: Haus der Vergessenen
- 1998: Star Force Soldier
- 1994–2003: Emergency Room – Die Notaufnahme (113 Episoden)
- 2005: Crossing Jordan – Pathologin mit Profil (1 Episode)
- 2006: Girls United – Alles oder Nichts
- 2006: Vanished (5 Episoden)
- 2009–2012: Private Practice (3 Episoden)
- 2012: Criminal Minds (1 Episode)
- 2017: This Is Us – Das ist Leben (1 Episode)
- 2023: Tiny Beautiful Things (Miniserie)